# Henning (Tennessee)
Pour les articles homonymes, voir Henning.
Henning est une municipalité américaine située dans le comté de Lauderdale au Tennessee.
Selon le recensement de 2010, Henning compte 945 habitants. La municipalité s'étend sur 2,39 milles carrés (6,19 km2).
La localité est fondée en 1873 par le docteur D. M. Henning, médecin et dirigeant d'une société de chemin de fer locale.
L'écrivain Alex Haley est enterré à Henning. La maison de ses grands-parents, où il passa une partie de sa jeunesse, est devenue un musée. En 2009, un nouveau musée et centre d'interprétation est construit. Celui-ci accueille près de 4 000 visiteurs par an. La maison, construite vers 1918 par son grand-père Will E. Palmer, est quant à elle classée au Registre national des lieux historiques.